# Portal Tomb von Aughadanove

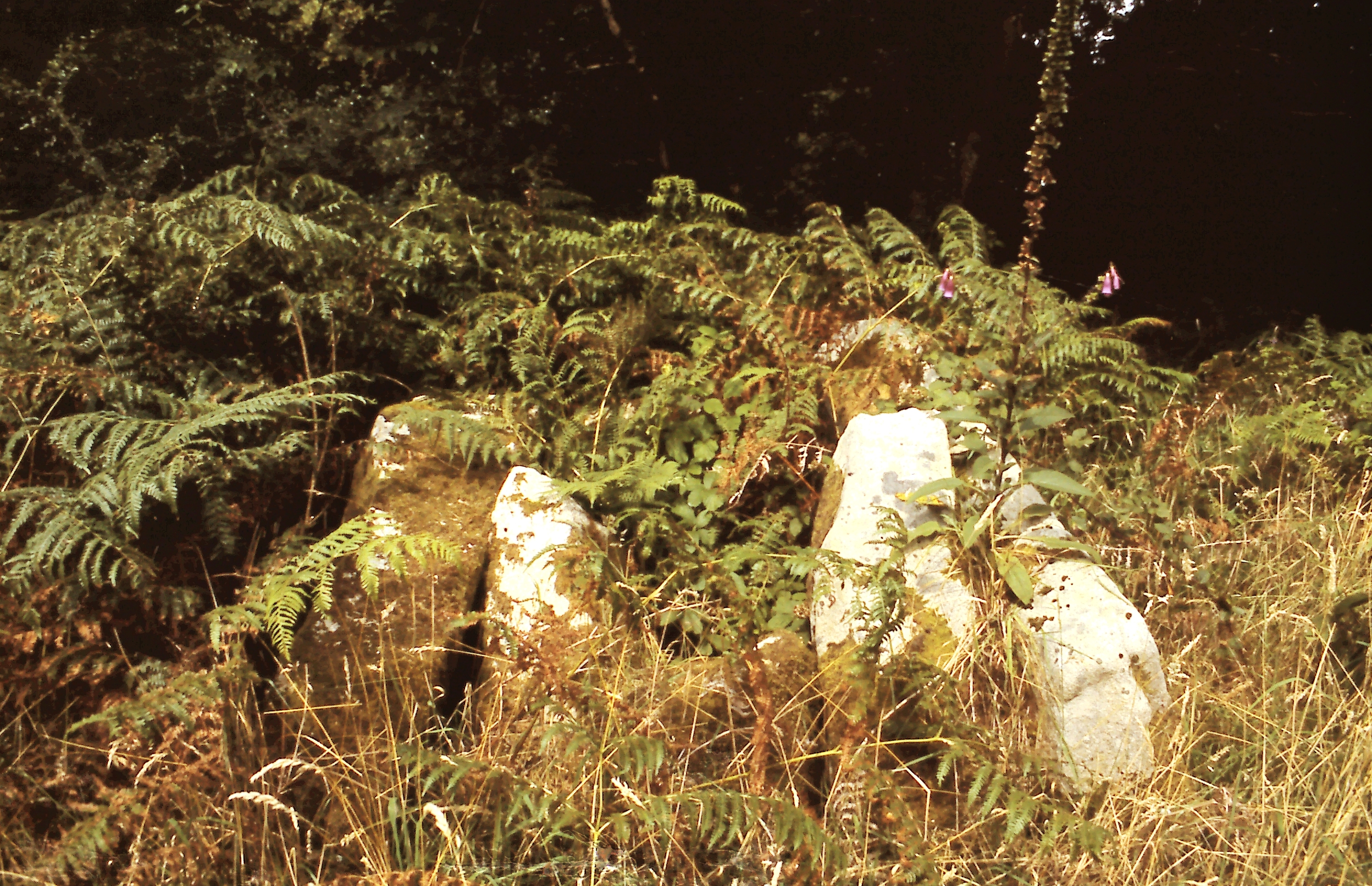
Aughnadanove Portal Tomb

Das Portal Tomb von Aughadanove (auch „The Oul Grave“ genannt) liegt in Mullaghbane, in einer Einzäunung an einem südwestlichen Hang westlich des Slieve Gullion im Süden des County Armagh in Nordirland. Als Portal Tombs werden Megalithanlagen auf den Inseln Irland und Großbritannien bezeichnet, bei denen zwei gleich hohe, aufrecht stehende Steine mit einem Türstein dazwischen, die Vorderseite einer Kammer bilden, die mit einem zum Teil gewaltigen Deckstein bedeckt ist. Die Anlage ist ein Scheduled Monument.
Die Kammer ohne Deckstein besteht aus zwei großen Platten von etwa 1,25 m Höhe und 2,0 m Länge und einem Endstein von 1,0 m³. Die beiden Portalsteine, zwischen denen ein 0,45 m hoher Türstein steht, sind etwa 1,3 und 1,05 m hoch. Die Kammer misst etwa 1,3 × 1,2 m.
Reste des Cairns sind vorhanden. Ein 0,45 m hoher Stein, etwa 4,5 m vor den Portalen, ist fest eingebettet und möglicherweise Teil des eigentlichen Denkmals. Die Kammer ist teilweise mit kleineren Steinen und Abfällen gefüllt.
Nördlich liegt der Dolmen von Ballykeel.